# Visok (região)
Visok (em cirílico: Висок) é uma região no leste da Sérvia e no extremo oeste da Bulgária que fica entre as principais cadeias das montanhas dos Balcãs e da montanha Vidlič. Está localizada a 35 km de Pirot e a cerca de 350 km de Belgrado. 

## Geografia e clima
A região de Visok é caracterizada por vales íngremes com rios principalmente curtos. É de origem tectónica, mas foi através de intensa erosão, maioritariamente fluvial, que foi moldada. A rede de drenagem desta região é bem desenvolvida. O rio Visočica, com os seus afluentes, forma a rede de drenagem mais densa da Sérvia. Outra característica hidrológica muito importante de Visok é o Lago Zavoj. As encostas sudoeste da Montanha Velha são caracterizadas por um clima submontano/montanhoso moderado/continental, que fica mais frio e mais úmido de altitudes mais baixas para mais altas. O mês mais frio é janeiro e o mais quente é julho. 

## População
A região está despovoada e escassamente povoada. As licenças sazonais massivas em busca de trabalho  (pečalba) foram registradas desde o final do século XVIII. Os trabalhadores sazonais trabalhavam principalmente no ramo da construção. Na segunda metade do século XIX, a maioria dos trabalhadores partiu para a Romênia, o Império Otomano e a região de Zagore, na Bulgária. Na Roménia e na Bulgária, trabalhavam principalmente nas aldeias, construindo casas feitas de čerpić (tijolo não cozido, seco ao sol, feito de barro e palha), no estilo naboj (terra compactada). Eles estavam espalhando tanto a influência da construção que a arquitetura das aldeias nas regiões de Zagore e Visok é quase idêntica. Do final do século XIX até às Guerras dos Balcãs, a emigração económica intensificou-se e as condições no Visok eram tão más que até as mulheres viajavam como trabalhadoras sazonais, agitando tecidos. 
A agricultura quase não é possível devido às condições adversas, por isso a fome se desenvolve ocasionalmente. Em 1909 houve até relatos de mortes causadas pela fome. No final do século XIX e início do século XX, os trabalhadores viajavam principalmente para a Bulgária, em grupos de 10 a 15 pessoas, chamados tajve. A temporada de trabalho começava por volta do dia de São Jorge, no início de maio, quando começavam as migrações, e geralmente terminava por volta do dia de São Demétrio, no início de novembro. Depois de 1918 e da Primeira Guerra Mundial, à medida que viajar para países estrangeiros se tornou problemático, a população migrou principalmente para Belgrado e para a região central sérvia de Šumadija, mas permaneceu principalmente no negócio da construção. 